# Dušan Nikolić
Dušan Nikolić (srbskou cyrilicí Душан Николић; 23. ledna 1953, Bělehrad - 15. prosince 2018, Bělehrad) byl jugoslávský fotbalista srbské národnosti, záložník.

## Fotbalová kariéra
V jugoslávské lize začínal v týmu FK Crvena zvezda, se kterou získal tři mistrovské tituly a jednou vyhrál jugoslávský fotbalový pohár. Dále hrál v anglické druhé lize za Bolton Wanderers FC, a v Jugoslávii za Teteks Tetovo a OFK Bělehrad. V jugoslávské lize nastoupil ve 148 utkáních a dal 6 gólů. V Poháru mistrů evropských zemí nastoupil v 4 utkáních, v Poháru vítězů pohárů nastoupil ve 2 utkáních a v Poháru UEFA nastoupil v 11 utkáních. Za reprezentaci Jugoslávie nastoupil v letech 1976-1977 ve 4 utkáních a dal 1 gól.

## Ligová bilance
| Ročník                          | Zápasy | Góly | Klub                   |
| ------------------------------- | ------ | ---- | ---------------------- |
| Jugoslávská Prva liga 1970/1971 | 1      | 0    | Crvena zvezda Bělehrad |
| Jugoslávská Prva liga 1971/1972 | 5      | 0    | Crvena zvezda Bělehrad |
| Jugoslávská Prva liga 1972/1973 | 5      | 0    | Crvena zvezda Bělehrad |
| Jugoslávská Prva liga 1973/1974 | 3      | 0    | Crvena zvezda Bělehrad |
| Jugoslávská Prva liga 1974/1975 | 12     | 1    | Crvena zvezda Bělehrad |
| Jugoslávská Prva liga 1975/1976 | 31     | 1    | Crvena zvezda Bělehrad |
| Jugoslávská Prva liga 1976/1977 | 30     | 2    | Crvena zvezda Bělehrad |
| Jugoslávská Prva liga 1977/1978 | 22     | 0    | Crvena zvezda Bělehrad |
| Jugoslávská Prva liga 1978/1979 | 3      | 0    | Crvena zvezda Bělehrad |
| Jugoslávská Prva liga 1979/1980 | 16     | 1    | Crvena zvezda Bělehrad |
| 2. anglická liga 1980/1981      | 21     | 2    | Bolton Wanderers FC    |
| 2. anglická liga 1981/1982      | 1      | 0    | Bolton Wanderers FC    |
| Jugoslávská Prva liga 1981/1982 | 1      | 0    | Crvena zvezda Bělehrad |
| Jugoslávská Prva liga 1981/1982 | 3      | 0    | Teteks Tetovo          |
| Jugoslávská Prva liga 1982/1983 | 16     | 1    | OFK Bělehrad           |
| CELKEM 1. jugoslávská liga      | 148    | 6    |                        |